# مختار غويي
مختار غويي (مواليد 4 ديسمبر 1997) هو لاعب كرة قدم سنغالي يلعب كمهاجم في نادي أوستينده.